# Per questo mi chiamo Giovanni
Per questo mi chiamo Giovanni è un romanzo di Luigi Garlando edito da Rizzoli e uscito nel 2004.
La prefazione è stata scritta da Maria Falcone, sorella del magistrato Giovanni Falcone, ucciso a Capaci da Cosa nostra nel 1992.

## Trama
Il narratore del libro è il piccolo Giovanni, un bambino di quasi 10 anni nato e cresciuto a Palermo.
Qualche giorno prima del suo decimo compleanno, suo padre Luigi decide di raccontargli la storia di Bum, il suo scimpanzé di peluche con i piedi bruciati , e gli comunica che l'indomani andranno al mare e faranno un giro per Palermo, un viaggio nella storia della città e dei suoi abitanti.
Il giorno dopo, padre e figlio partono da via Castrofilippo, strada dove, al numero 1, il 18 maggio 1939, nacque un uomo di nome Giovanni Falcone. Era un bambino come tanti, figlio di un chimico e di una casalinga. La madre Luisa era una donna molto severa e fortemente convinta che sia necessario sacrificarsi per il bene e fare il proprio dovere senza paura. Falcone crebbe quindi con questi ideali e con l'esempio di zii bersaglieri e capitani di aviazione morti da eroi. Frequentò la scuola del Convitto nazionale, dove non era il primo della classe e spesso si azzuffava con i compagni, quasi sempre per difendere qualcuno che gli "spiritosoni" delle classi superiori avevano preso di mira. Dopo il liceo classico partì per Livorno per studiare all'Accademia navale, ma tornò presto a Palermo perché voleva diventare un giudice ed ottenne il suo primo incarico a soli 25 anni presso il carcere di Favignana, anche se dopo poco fu trasferito a Trapani, dove ebbe a che fare per la prima volta con un terribile mostro e decise di combatterlo per tutta la sua vita.
Con una metafora, papà Luigi spiega al piccolo Giovanni in che cosa consiste questo mostro, ovvero la mafia: lo Stato è come la scuola, dove ci sono il preside e le maestre, che hanno l'obbligo di far rispettare la legge. Un compagno di Giovanni, Tonio, obbliga gli altri bambini a dargli i soldi che hanno in tasca. Tutti obbediscono perché hanno paura, tranne Simone, che si rifiuta e per tale motivo si ritrova con un braccio rotto, ma purtroppo nessuno sembra aver visto cosa è successo, quindi la maestra non può punire il colpevole. In questo modo si creano due leggi, quella giusta della maestra e quella illegale di Tonio, e se per cento anni Tonio continuerà a riscuotere i soldi di tutta la classe, alla fine darglieli non sembrerà più un'ingiustizia ma una cosa normale. Allo stesso modo funziona la mafia: pagare il pizzo al boss di turno in cambio di una presunta protezione e non dire nulla al riguardo inizialmente può sembrare una scelta dettata dalla paura, ma poi, quando lo si fa da tanto tempo, diventa una cosa normale.
La mafia è come un carciofo: ogni foglia è una cosca, che impone la sua legge ingiusta in una zona della città. Per far capire al figlio la ferocia di questo mostro che Giovanni Falcone desiderava combattere, Luigi racconta di un ragazzino di nome Giuseppe Di Matteo, tenuto prigioniero per più di due anni e poi ucciso e sciolto nell'acido perché figlio di un "uomo d'onore" che si era reso disponibile ad aiutare lo Stato a combattere il mostro.
Falcone non riuscì a rimanere a guardare mentre i mafiosi scioglievano bambini nell'acido e trasformavano il mare di Palermo in un cimitero di uomini con i piedi nel cemento. Per fortuna, quando arrivò al tribunale di Palermo, incontrò Rocco Chinnici, un altro magistrato che non si lasciava spaventare dalla mafia e che anzi aveva pensato di fondare un gruppo di magistrati per combatterla, insieme al quale cominciò a indagare sulle concessioni edilizie a Palermo e a "rompere le scatole" cosí tanto che nel 1980 lo misero sotto scorta. Le indagini cominciavano a dare fastidio a Cosa nostra, che nel 1983 uccise Chinnici con un'automobile imbottita con cinquanta chili di tritolo.
Falcone era costretto a vivere rintanato nel bunker di via Notarbartolo. Divorziò dalla moglie Rita e si innamorò della collega Francesca Morvillo, che sposò in gran segreto. Un giorno pensò di interrogare il capo di una cosca, un certo Tommaso Buscetta, detto don Masino, con cui da piccolo aveva giocato insieme all'oratorio. Don Masino era la chiave per conoscere da vicino il mostro, visto che la cosca di Corleone aveva ucciso i suoi figli e molti suoi familiari: Falcone e Ninni Cassarà, i due giocatori più agguerriti del pool antimafia, sapevano che, se fossero riusciti a fare breccia nel cuore di quell'uomo ferito, catturare il mostro sarebbe stato più semplice.
Falcone e Cassarà fecero quindi tornare Buscetta dal Brasile e lo convinsero a dire loro ciò che sapeva; grazie alle sue informazioni, il 30 settembre del 1984, arrestarono decine di mafiosi nei loro letti, tra cui Vito Ciancimino, l'ex sindaco di Palermo. Cassarà venne ucciso con 200 colpi di Kalashnikov il 5 agosto del 1986, ma Falcone non si diede per vinto e continuò a curiosare nelle viscere del mostro insieme all'amico Paolo Borsellino, con cui si ritirò per alcune settimane in Sardegna, nella prigione dell'isola Asinara. Il'9 novembre del 1986 furono depositate seicentomila pagine di prove: 478 uomini d'onore avrebbero dovuto presentarsi in tribunale per difendersi dall'accusa di mafia.
Il successivo 11 febbraio cominciò il Maxiprocesso di Palermo, nell'aula bunker del carcere dell'Ucciardone preparata per l'occasione, con 250 mafiosi dentro 36 gabbie. Dopo quasi due anni arrivò la sentenza: il mostro era colpevole e doveva scontare diciannove ergastoli e 2897 anni di carcere e pagare una multa di più di 15 miliardi e mezzo.
Giovanni Falcone stava vincendo, ma Cosa nostra cercò di farlo fuori nel giugno del 1989 con una bomba composta 57 candelotti di dinamite lasciata sul molo della sua villa all'Addaura; la bomba venne disinnescata in tempo, ma il giudice capì comunque che era il momento di lasciare Palermo per andare a Roma al Ministero di Grazia e Giustizia. Qui creò una squadra ancora più potente del pool antimafia, con più poteri e più armi a disposizione, la Superprocura, continuando a ricevere minacce e biglietti, a testimonianza di come la mafia davvero avesse complici ovunque.
Il 23 maggio 1992 Falcone tornò in Sicilia per assistere alla mattanza dei tonni di Favignana; purtroppo un certo Totò u curtu, della famiglia dei corleonesi, era diventato il capo indiscusso della cosca e aveva ordinato ad una decina dei suoi uomini più fidati di organizzare l'attentatuni, il più grande attacco di Cosa nostra ad un uomo dello Stato. I picciotti di Totò nascosero cinque quintali di tritolo in un cunicolo sotto l'autostrada che collega Palermo all'aeroporto di Punta Raisi, vicino al bivio per Capaci, e nel momento esatto in cui l'auto di Giovanni passò in quel punto, lo stesso mafioso che aveva sciolto nell'acido il giovane Giuseppe Di Matteo (chiamato u verru, cioè il maiale) spinse la levetta del radiocomando che lo fece esplodere. Nell'attentato persero la vita Giovanni Falcone, la moglie Francesca e i tre agenti della scorta Antonio Montinaro, Rocco Dicillo e Vito Schifani.
Lo stesso giorno, a Palermo, mentre per le strade risuonavano le sirene delle ambulanze e delle volanti di polizia e carabinieri, Luigi correva in ospedale con la moglie: suo figlio stava per nascere nello stesso giorno in cui la mafia aveva ucciso un grande eroe che non aveva voluto mettere al mondo orfani. Luigi ha compreso il suo sacrificio meglio di chiunque altro e ha voluto ripagarlo dando a suo figlio lo stesso nome di questo coraggioso uomo: è questo il motivo per cui il ragazzino protagonista si chiama Giovanni.
Pochi mesi dopo tutti i responsabili della strage di Capaci vennero arrestati e condannati.
Luigi continua il suo racconto: anche lui, proprietario di un negozio di giocattoli in via Libertà, per molti anni ha dato da mangiare al mostro, pagando il pizzo ai picciotti che si presentavano l'ultimo venerdì di ogni mese, ma dopo il sacrificio di Falcone ha capito che non si poteva più andare avanti in questo modo e, la prima volta che i mafiosi sono andati nel suo negozio dopo la strage di Capaci, ha detto loro "Qui non si vendono più bambole" e li ha denunciati alla polizia. La mafia, per vendetta, ha fatto esplodere una bomba nel negozio e lo scimpanzé con i piedi bruciati è l'unico articolo a non essere andato distrutto; Luigi si è salvato perché non era presente in quel momento.
Dopo aver ascoltato il racconto, Giovanni capisce che non può più lasciare che Tonio rubi i soldi ai compagni per poi passarla liscia perché nessuno dice la verità su di lui, così decide di affrontarlo e di denunciarlo alla maestra. Per questo motivo si ritrova con un occhio nero, ma al contempo diventa anche amico di Simone, mentre Tonio viene mandato in un riformatorio.